# Saadat Hasan Manto
Saadat Hasan Manto (* 11. Mai 1912 in Samrala, Punjab; † 18. Januar 1955 in Lahore) war ein Urdu-Autor und Drehbuchautor. Er schrieb fiktionale Tagebuch- und Reiseberichte in Form von Kurzgeschichten. Zu seiner wichtigsten Thematik gehörte die indische Teilung im Zuge der Unabhängigkeit der Staaten Indien und Pakistan, wovon auch seine bekannteste Geschichte Toba Tek Singh handelt.

## Leben
Manto entstammte einer muslimisch-kaschmirischen Familie. Er arbeitete als Journalist in Aligarh und ging 1936 nach Bombay, um die Filmwochenzeitschrift Mussawar herauszugeben. Bei Ardeshir Iranis Imperial Film begann er als Drehbuchautor. 1943 wechselte er zu Filmistan und schrieb unpolitische Drehbücher. Gemeinsam mit Ashok Kumar ging er später zu Bombay Talkies. Wegen der Verfolgung von Moslems in Bombay im Zuge der Teilung Indiens verließ Manto 1948 das Land und ließ sich in Lahore nieder.
Er veröffentlichte 15 Kurzgeschichtenbände, den Roman Baghair Unwan Ke (1940), fünf Hörspielsammlungen, drei Essaysammlungen und zwei Skizzensammlungen und das Theaterstück Teen Auratein (1942). Nach seinem Tod erschienen unter dem Titel Meena Bazaar autobiografische Aufzeichnungen Mantos über seine Zeit beim Film. Sein Werk war Grundlage der britischen Fernsehproduktion Partition (1987).
Er wurde sechsmal wegen Obszönität angeklagt, dreimal vor und dreimal nach der Teilung Britisch-Indiens, jedoch kam es nie zu einer Verurteilung. Einige seiner Werke sind auch in andere Sprachen übersetzt worden.
Zu seinen wichtigsten verfilmten Arbeiten gehören: Kisan Kanya (1937) von Moti Gidwani, Chal Chal Re Naujawan (1944) von Gyan Mukherjee, Ghar Ki Shobha (1944) von Harshadrai Mehta und Mirza Ghalib (1954) von Sohrab Modi.
Manto starb an Leberzirrhose.

## Werke (Deutsch)
- Schwarze Notizen. Geschichten der Teilung. Ausgew. u. aus dem Urdu übs. von Christina Oesterheld. Mit e. Nachwort von Tariq Ali. Frankfurt a. M. : Suhrkamp 2006.
- Blinder Wahn. Erzählungen. Aus dem Urdu. Berlin : Lotos 1997. (Bibliothek Indischer Erzähler. Bd. 1)

## Werke (Englisch)
- Atishparay (Nuggets Of Fire) 1936
- Manto Ke Afsanay (Stories of Manto) 1940
- Dhuan (Smoke) 1941
- Afsane Aur Dramay (Fiction and Drama) 1943
- Lazzat-e-Sang (The Taste Of Rock) 1948
- Siyah Hashiye (Black Borders) 1948
- Badshahat Ka Khatimah (The End of Kingship) 1950
- Khali Botlein (Empty Bottles) 1950
- Nimrud Ki Khudai (Nimrod The God) 1950
- Thanda Gosht (Cold Meat) 1950
- Yazid 1951
- Pardey Ke Peechhey (Behind The Curtains) 1953
- Sarak Ke Kinarey (By the Roadside) 1953
- Baghair Unwan Ke (Without a Title) 1954
- Baghair Ijazit (Without Permission) 1955
- Burquey 1955
- Phunduney (Tassles) 1955
- Sarkandon Ke Peechhey (Behind The Reeds) 1955
- Shaiytan (Satan) 1955
- Shikari Auratein (Women Of Prey) 1955
- Ratti, Masha, Tolah 1956
- Kaali Shalwar (Black Pants) 1961
- Manto Ki Behtareen Kahanian (Best Stories of Manto) 1963
- Tahira Se Tahir (From Tahira to Tahir) 1971